# Sarah Churchill
Vous lisez un « bon article » labellisé en 2016.
Pour les articles homonymes, voir Sarah Churchill (actrice) et Churchill.
Sarah Churchill, duchesse de Marlborough, née Jenyns mais écrit Jennings dans la plupart des références modernes, née le 29 mai 1660 (calendrier julien) à St Albans et morte le 18 octobre 1744 à Londres, est une femme politique. Épouse de John Churchill, premier duc de Marlborough, elle est considérée comme l’une des femmes les plus influentes de l’histoire des îles Britanniques, du fait de sa proximité avec la reine Anne de Grande-Bretagne.
L'amitié entre les deux femmes et l'emprise qu'exerce alors Sarah Churchill sur Anne sont connues de tous et de nombreuses personnalités influentes approchent Sarah pour lui demander d'intercéder en leur faveur auprès de la reine. Lorsqu'Anne monte sur le trône, la connaissance parfaite qu'a Sarah du gouvernement et son intimité avec la nouvelle reine lui permettent de devenir une amie puissante et une ennemie dangereuse, la dernière de la longue lignée des favoris des Stuart.
À une époque où le mariage est souvent une histoire de lignées, de rangs, d'alliances, de domaines et d'argent, et non d'amour, Sarah est extrêmement proche de son mari, John Churchill, 1er duc de Marlborough, avec lequel elle se marie en 1677. Sarah représente Anne auprès de son père, Jacques II d'Angleterre, déchu pendant la Glorieuse Révolution, et défend ses intérêts lors des règnes des successeurs de celui-ci : Guillaume III d'Angleterre et Marie II d'Angleterre. Quand Anne monte sur le trône après la mort de Guillaume III en 1702, le duc de Marlborough, aidé de Sidney Godolphin, 1er comte de Godolphin, prend la tête du gouvernement, en partie grâce à l'amitié de sa femme avec la reine. Quand le duc se trouve hors du royaume durant la guerre de Succession d'Espagne, Sarah le tient informé des intrigues de la cour tandis qu'il lui envoie ses demandes et conseils politiques qu'elle transmet à la reine. Sarah a particulièrement soutenu le parti whig et s'est beaucoup investie dans la construction du palais de Blenheim.
C'est une femme résolue qui aime suivre ses idées. Ses relations avec la reine deviennent tendues chaque fois qu'elle est en désaccord avec sa politique, la cour ou les nominations des hommes d'Église. Lorsqu'elle se brouille avec Anne en 1711, elle est écartée de la cour, tout comme son mari. Elle n'y revient qu'après la mort de la reine, en 1714, sous le règne des Hanovre. Au cours de sa vie, elle se querelle avec d'autres personnages importants, notamment sa fille, la deuxième duchesse de Marlborough, l'architecte du palais de Blenheim John Vanbrugh, le premier ministre Robert Walpole, le roi George II de Grande-Bretagne et sa femme la reine Caroline. L'argent dont elle bénéficie grâce à la confiance de son mari en fait une des femmes les plus riches d'Europe.

## Enfance
Sarah Jennings naît le 5 juin 1660, probablement à Holywell House, à St Albans, dans le Hertfordshire. Elle est la fille de Richard Jennings (ou Jenyns), membre de la Chambre des communes, et de Frances Thornhurst. Son oncle maternel, Martin Lister, était un biologiste réputé. En 1664, Richard Jennings rencontre Jacques, duc d'York, (le futur Jacques II d'Angleterre, frère du roi Charles II d'Angleterre) pour des négociations en vue du rachat d'une propriété dans le Kent, le manoir d'Agney, qui avait appartenu à sa belle-mère, Susan Lister (née Temple). Il fait bonne impression devant le duc, et cette même année la sœur de Sarah, Frances, est nommée demoiselle d'honneur de la duchesse d'York Anne Hyde. Bien que Frances doive renoncer à sa charge à cause de son mariage avec un catholique, Jacques n'oublie pas la famille Jennings, et en 1673 Sarah rentre à la cour en tant que demoiselle d'honneur de la seconde femme de Jacques II, Marie de Modène.

### Mariage

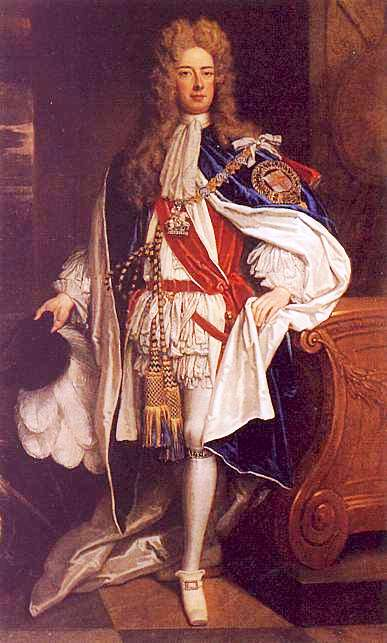
John Churchill en tenue de l'ordre de la Jarretière, par Sir Godfrey Kneller vers 1704.

Dans les années 1670, Sarah devient très proche de la jeune princesse Anne, et leur amitié grandit au fur et à mesure des années. Alors qu'elle a seulement 15 ans, elle commence à fréquenter John Churchill, avec qui elle a dansé à l'occasion de divers bals. Ce dernier, qui a été auparavant l'amant d'une des maîtresses de Charles II, Barbara Palmer, duchesse de Cleveland, a peu de biens à lui offrir, et ses comptes sont fortement débiteurs. Sarah a pour rivale Catherine Sedley, comtesse de Dorchester, une riche maîtresse de Jacques II, qui a la préférence de Winston Churchill, le père de John Churchill, soucieux de restaurer la fortune familiale. John espère peut-être un temps prendre Sarah comme maîtresse à la place de la duchesse de Cleveland, récemment partie pour la France, mais des lettres de Sarah à John parvenues jusqu'à nous montrent qu'elle est peu encline à accepter ce rôle de maîtresse,. En 1677, Ralph, le frère de Sarah, meurt. Frances et elle deviennent alors cohéritières des propriétés des Jennings dans le Hertfordshire et le Kent. John Churchill la préfère finalement à Catherine Sedley, et le mariage morganatique est célébré dans l'hiver 1677. Ils sont tous les deux protestants, au cœur d'une cour dominée par les catholiques, une position qui influencera plus tard leurs alliances politiques. Bien qu'aucune date ne soit définie, le mariage est annoncé à la duchesse d'York et à un groupe restreint d'amis. De cette manière, Sarah peut conserver sa position de demoiselle d'honneur à la cour. Lorsqu'elle tombe enceinte, son mariage est annoncé publiquement le 1er octobre 1678 et elle se retire de la cour pour donner naissance à son premier enfant, Harriet, qui meurt quelques semaines après sa naissance. Quand le duc d'York s'exile en Écosse à la suite du scandale du complot papiste, John et Sarah l'accompagnent, et Charles II récompense la fidélité de John en le nommant baron Churchill d'Eyemouth en Écosse. Sarah devient Lady Churchill. Le duc d'York revient en Angleterre après l'apaisement des tensions religieuses et Sarah devient Lady of the Bedchamber de la reine Anne après son mariage en 1683.

### Règne de Jacques II (1685–1688)
Le début du règne de Jacques II se révèle relativement fructueux, bien que l'on ne s'attendît pas à ce qu'un roi catholique puisse prendre le pouvoir dans un pays si farouchement protestant et anticatholique. Cependant, quand le roi tente de modifier la religion nationale, un certain mécontentement s'installe envers lui et son gouvernement. En 1688, un groupe de politiciens connus comme les Immortal Seven invitent Guillaume III d'Angleterre, mari de la fille protestante de Jacques Ier, Marie, à envahir l'Angleterre et à écarter Jacques II du pouvoir. La conspiration est cependant très vite dévoilée. Le roi garde encore une certaine influence et il ordonne que Lady Churchill et la princesse Anne soient placées en résidence surveillée à la maison d'Anne (Cockpit-in-Court) dans le palais de Whitehall. Leurs maris respectifs, malgré leur loyauté envers Jacques, prêtent allégeance à Guillaume d'Orange. Dans ses mémoires, Sarah indique cependant qu'elles se sont échappées facilement pour trouver refuge à Nottingham :

« La princesse alla se coucher à l'heure habituelle pour écarter tout soupçon. J'allais la voir peu après et par l'escalier de service de son cabinet, son Altesse Royale [la princesse Anne], Lady Fitzharding [une des plus proches amies de Sarah] et moi-même, accompagnées d'une servante, descendîmes jusqu'à la voiture où nous trouvâmes l'évêque (de Londres) et le comte de Dorset. Ils nous conduisirent passer la nuit à l'archevêché dans la City, et le lendemain chez Lord Dorset à Copt-Hall. De là nous allâmes chez le comte de Northampton puis à Nottingham, où la population se rassembla autour de la princesse ; rien ne la rendit plus sûre d'être en sécurité que de se voir entourée par les amis du prince d'Orange. »

— Nathaniel Hooke, An Account of the Conduct of the Dowager Duchess of Marlborough from her First Coming to Court to the Year 1710 in a letter from herself to My Lord, 1742
Après cette nouvelle déconvenue, Jacques II s'enfuit du pays. Bien que Sarah prétende avoir agi pour la sécurité de la princesse, il est plus probable qu'elle ait cherché à se protéger elle-même et son mari. Si Jacques avait vaincu les troupes de Guillaume d'Orange, il les aurait probablement fait emprisonner et exécuter tous les deux pour trahison. Il n'est cependant pas certain qu'il aurait fait subir à sa fille le même traitement.

### Une alliée indésirable: Guillaume III et Marie II
La vie de Sarah pendant le règne de Marie et Guillaume est difficile. Bien que le nouveau roi accorde à John le titre de duc de Marlborough, lui et sa femme jouissent de moins de faveurs que sous le règne de Jacques II. Le nouveau duc avait soutenu le roi Jacques, maintenant exilé. Et à ce moment-là, l'influence de Sarah sur Anne et ses tractations avec les membres du gouvernement pour promouvoir les intérêts d'Anne étaient largement connues. Marie II réagit en demandant à Anne de renvoyer Sarah, ce qu'elle refuse. Ce refus crée une profonde mésentente entre Marie et Anne, qui ne sera jamais apaisée.
D'autres problèmes surgissent. En 1689, les soutiens d'Anne (les Marlborough, le duc de Somerset et Charles Seymour) demandent que lui soit versée une annuité parlementaire de 50 000 £, une somme qui lui aurait permis de ne plus dépendre de Marie et Guillaume. Sarah est perçue comme l'instigatrice de cette demande, créant ainsi entre elle et la cour une nouvelle inimitié. Guillaume répond à cette demande en lui offrant la somme mais prélevée sur la cassette royale, pour qu'Anne reste dépendante de sa générosité. Cependant Anne, influencée par Sarah, refuse, indiquant qu'une subvention parlementaire était plus sûre qu'une « charité » accordée par la cassette royale. Finalement, elle recevra l'argent du parlement, et s'estimera redevable à Sarah.
Les succès de Sarah comme cheffe de l'opposition n'ont réussi qu'à accentuer l'animosité de Marie envers les Marlborough. Bien qu'elle ne puisse pas renvoyer Sarah du service d'Anne, elle réussit à l'éloigner en expulsant Sarah de ses logements au palais de Whitehall. Anne réagit en quittant la cour et s'installe avec Sarah chez leurs amis Charles Seymour et Elizabeth Seymour, 6e duc et duchesse de Somerset, à Syon House. Anne continue à défier la demande de la reine pour le renvoi de Sarah, bien qu'on a découvert un document compromettant signé par le duc de Marlborough soutenant James II récemment banni et ses partisans. Ce document a probablement été fabriqué par Robert Young, un faussaire réputé, et disciple de Titus Oates. Ce dernier est connu pour avoir répandu une forte atmosphère anti-catholique en Angleterre entre 1679 et le début des années 1680. Le duc est emprisonné à la tour de Londres. La solitude de Sarah pendant cette période la rapproche encore plus d'Anne.
Après la mort de Marie II des suites de la variole en 1694, Guillaume III redonne à Anne ses honneurs, s'efforçant ainsi de regagner sa popularité auprès des Anglais, et lui fournit des appartements au palais Saint James. Il rétablit aussi le duc de Marlborough dans ses fonctions et honneurs, tout en le blanchissant des accusations passées. Cependant, par crainte de l'influence de Sarah, Guillaume garde Anne à l'écart du gouvernement et ne lui confie pas la régence du royaume lors de ses absences,.

## Le pouvoir derrière le trône: la reine Anne

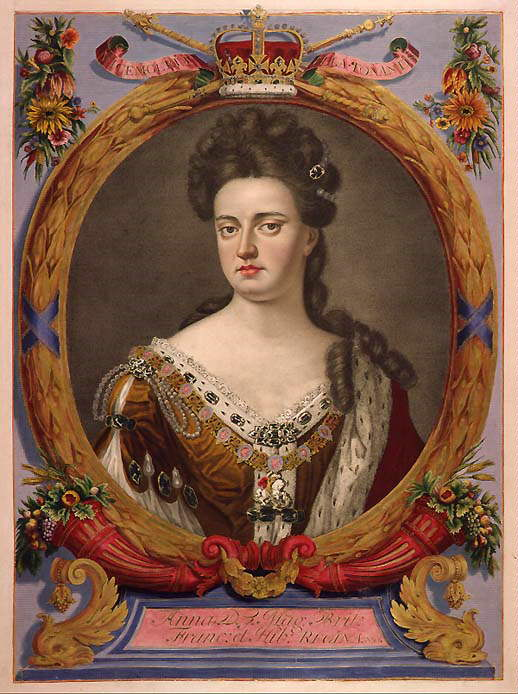
Portrait d'Anne de Grande-Bretagne, par un artiste inconnu, peint entre 1706 et 1710.

En 1702, Guillaume III meurt, permettant à Anne de monter sur le trône. Elle offre aussitôt à John Churchill un duché, que Sarah refuse initialement parce qu'elle sait que la charge d'un duché plomberait les finances familiales. Une famille ducale était tenue à l'époque de montrer son rang par des fêtes somptueuses. Anne insiste en offrant aux Malborough une pension de 5 000 £ par an à vie du parlement et une autre de 2 000 £ par an de la cassette royale : le couple accepte le duché. Sarah est rapidement faite maîtresse de la garde-robe (le plus haute fonction à la cour royale qui puisse être tenue par une femme), Groom of the Stole, Keeper of the Privy Purse et Ranger of Windsor Great Park. Le duc est fait chevalier de l'ordre de la Jarretière et capitaine général des armées.
Durant une grande partie du règne d'Anne, le duc de Marlborough est envoyé à l'étranger pour la guerre de Succession d'Espagne, alors que Sarah reste en Angleterre. En dépit de son statut de « femme la plus puissante d'Angleterre derrière la reine », elle apparaît rarement à la cour, préférant superviser la construction d'une nouvelle propriété, le manoir de Woodstock (site du futur palais de Blenheim), un cadeau de la reine après la victoire du duc à la bataille de Blenheim. Néanmoins, Anne lui envoie des nouvelles de la vie politique dans ses lettres et lui demande conseil dans de nombreux domaines.
Sarah est réputée pour dire à la reine exactement ce qu'elle pense et non des flatteries. Elles avaient inventé des surnoms dans leur jeunesse qu'elles continuent à utiliser même après l'accession au trône d'Anne : Mrs Freeman (Sarah) et Mrs Morley (Anne). Sarah contrôle la vie de la reine, depuis ses dépenses jusqu'aux personnes admises en sa présence,,.

### Influence hésitante
Anne s'attend à de la bonté et de la compassion de la part de son amie la plus proche, ce dont Sarah est incapable. Elle n'est pas très conciliante et domine fréquemment Anne. Un de leurs principaux désaccords politiques se produit quand Sarah insiste pour que son gendre, Charles Spencer, 3e comte de Sunderland soit admis au Conseil privé. Sarah s'est alliée étroitement aux whigs, qui soutiennent le duc de Marlborough durant la guerre, et ces derniers espèrent se servir de la position de Sarah comme favorite royale. Anne refuse d'admettre Sunderland au conseil, car elle n'aime pas le parti whig, qu'elle considère comme une menace pour ses prérogatives royales. Sarah use de son amitié avec le comte de Godolphin, en qui Anne a confiance, pour assurer cette nomination, tout en continuant de faire pression sur Anne. Elle envoie à Anne un programme du parti whig à lire, pour la convaincre de lui donner sa préférence. En 1704, Anne confie à Lord Godolphin qu'elle ne pense pas qu'elle et Sarah puissent être encore de vraies amies.

### Duel de personnalités

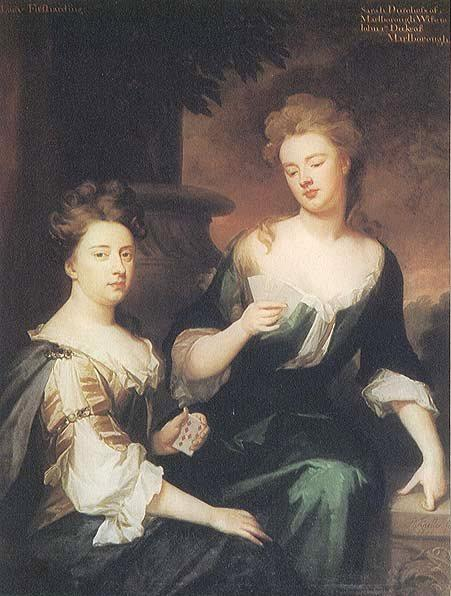
La duchesse de Marlborough (à droite) jouant aux cartes avec une amie proche, Barbara, Lady Fitzharding, par Sir Godfrey Kneller vers 1702.

La franchise de Sarah et son indifférence à l'égard de son rang, tant admirée auparavant par Anne, apparaît maintenant comme indésirable. Contrairement aux femmes de son époque, qui n'ont aucune influence sur les décisions de leurs maris, Sarah a une grande influence sur les deux hommes les plus puissants du royaume : John Churchill et Sidney Godolphin. Ce dernier, grand ami de Sarah, a malgré tout envisagé de refuser les hautes fonctions qu'on lui propose, après l'accession d'Anne au trône, préférant une vie tranquille et loin de la politique et du côté autoritaire de Sarah, qui lui aurait certainement imposé sa volonté lorsque le duc n'est pas là. Sarah, femme dans un monde d'hommes, aussi bien au niveau de la politique nationale qu'internationale, est toujours prête à lui donner des conseils, à clamer son opinion, contrarier la censure, et insister pour donner son avis à chaque occasion possible. Elle possède néanmoins un charme et une vivacité admirés par beaucoup, et elle charme facilement ceux qu'elle rencontre par son esprit.
Le retrait apparent de l'affection d'Anne pour Sarah survient pour plusieurs raisons. Elle est tout d'abord vexée par les longs séjours de Sarah hors de la cour, et, malgré de nombreuses lettres à Sarah sur ce sujet, celle-ci ne vient que rarement et s'en excuse dans ses lettres. Il y a aussi un problème politique entre elles : Anne fait partie des Tories (le « parti de l'Église », la religion est l'une des principales préoccupations d'Anne) et Sarah, des whigs (qui ont soutenu la guerre des Marlborough). La reine ne veut pas que cette différence soit un problème entre elles. Mais Sarah, qui pense toujours à son mari, souhaite qu'Anne soutienne davantage le parti whig, ce qu'elle n'est pas disposée à faire.
Sarah doit se rendre en 1703 à Cambridge, au chevet de son seul fils, John, marquis de Blandford, qui a contracté la variole. Le duc de Marlborough rentre lui aussi de la guerre et est au côté de son fils lors de sa mort, le 20 février 1703. Sarah est durement éprouvée par la mort de son fils et vit en recluse pendant un certain temps, exprimant sa douleur en se coupant de la vie publique et d'Anne, ne répondant pas à ses lettres ou alors seulement d'une manière froide et cérémonieuse. Elle ne permet néanmoins pas à Anne de faire de même quand celle-ci subit la même perte. Après la mort du mari d'Anne, Georges de Danemark, en 1708, Sarah arrive à l'improviste au palais de Kensington, où elle trouve Anne auprès de la dépouille du prince. Elle fait pression sur la reine éplorée pour pouvoir partir au palais Saint James à Londres, ce que la reine refuse adroitement, et au lieu de cela, elle ordonne à Sarah de demander à Abigail Masham de la suivre. Consciente de l'influence grandissante de cette dernière sur la reine, Sarah lui désobéit et lui fait la morale pour la peiner de la mort du prince. Bien qu'Anne se soit finalement résignée à rentrer à Saint James, l'insensibilité de Sarah l'a gravement offensée et a tendu encore davantage leur relation.

## La disgrâce

### Abigail Masham: la rivale politique
Sarah présente à la cour sa pauvre cousine, Abigail Hill, avec l'intention de lui trouver une place. Fille aînée de la tante de Sarah, elle travaille comme servante pour Sir John Rivers du Kent. Sarah l'emploie dans sa maison, à St Albans et, satisfaite de son service, la nomme Lady of the Bedchamber de la reine Anne en 1704. Sarah a plus tard écrit dans ses mémoires qu'elle avait traité Abigail « comme une sœur ».
Abigail est aussi la cousine du dirigeant tory Robert Harley, plus tard premier comte d'Oxford. Flatteuse, rusée et effacée, elle est à l'opposé de Sarah, qui est dominatrice, franche et caustique. Durant les fréquents séjours de Sarah hors de la cour, l'amitié entre Anne et Abigail grandit. Elle est non seulement heureuse de lui accorder la bonté et la compassion, chose que Sarah ne lui a jamais donnée, mais elle exerce aussi une pression politique sur la reine. Anne répond à ses flatteries et son charme par le pathétique. Elle est présente au mariage secret d'Abigail et Samuel Masham, 1er baron Masham, groom of the Bedchamber du prince Georges, en 1707, sans que Sarah ne soit au courant.
Sarah n'a pas compris que l'amitié entre Anne et Abigail est aussi forte et est donc étonnée de découvrir qu'elles se voyaient fréquemment en privé. Ayant eu connaissance plusieurs mois après du mariage secret d'Abigail, elle va immédiatement voir la reine pour l'en informer. Anne commet alors l'erreur de dire à Sarah qu'elle a été informée du mariage. Sarah commence alors à comprendre ce qui est vraiment arrivé. Après avoir interrogé la cour pendant une semaine sur ce sujet, elle découvre qu'Anne était présente au mariage et a même donné en guise de dot 2 000 £ prélevées sur sa cassette royale. Cela prouve la complicité d'Anne. En tant que gardienne de la bourse privée, Sarah aurait dû être tenue informée de ce don.

### Des relations tendues

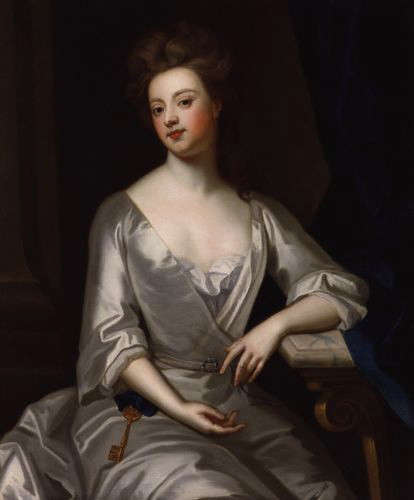
La duchesse de Marlborough avec le symbole de sa charge et de son autorité : la clé d'or. Sir Godfrey Kneller, 1702.

En juillet 1708, John Churchill, avec son allié Eugène de Savoie-Carignan, remporte la bataille d'Audenarde. Sur la route les conduisant à la célébration d'une action de grâce, à la cathédrale Saint-Paul, Sarah a une violente altercation avec Anne sur le choix des joyaux que la reine porte pour la cérémonie et elle lui montre une lettre du duc de Marlborough où il dit expressément qu'il espère qu'Anne saura exploiter politiquement sa victoire. Cette insinuation de Marlborough à vouloir que la reine exprime publiquement son soutien aux whigs l'offusque et, pendant la cérémonie, Sarah dit à la reine de « se taire » alors qu'Anne continue à discuter, contrevenant ainsi aux règles de respect qui lui sont dues. Anne écrit à Marlborough pour l'encourager à ne pas laisser sa rupture avec Sarah devenir de notoriété publique, mais il ne peut empêcher les indiscrétions de son épouse. Sarah continue à soutenir avec véhémence les whigs dans des lettres et des conversations avec Anne, ce avec le soutien de Godolphin et d'autres ministres whigs. Les nouvelles de l'appui du public pour les whigs parviennent à Marlborough dans des lettres de Sarah et de Godolphin, ce qui influence les conseils politiques qu'il donne à la reine. Anne, déjà en mauvaise santé, se sent épuisée et harcelée ; elle a un besoin absolu de se confier. Elle trouve refuge et confort auprès de la douce et paisible Abigail Masham.
Anne a expliqué plus tard qu'elle ne voulait pas que le public sache que ses relations avec Sarah étaient mauvaises, car un seul signe que Sarah n'était plus en grâce à la Cour aurait eu un impact négatif sur l'autorité du duc de Marlborough en tant que capitaine général. Sarah est maintenue dans toutes ses fonctions, par simple volonté d'assurer la position de son mari, le capitaine-général de l'armée, mais les tensions entre les deux femmes persistent ainsi jusqu'au début de 1711, qui marque la fin de leurs relations.
Sarah est toujours jalouse de l'affection d'Anne pour Abigail. Avec le soutien du duc de Marlborough et d'une partie des whigs, elle tente d'obliger Anne à la renvoyer. Ces tentatives de renvoi échouent, même quand Anne est menacée par une requête parlementaire des whigs, qui se méfient de l'influence tory d'Abigail sur la reine. Le scénario entier répercute le refus d'Anne de céder à Sarah durant le règne de Guillaume et Marie. Mais la menace des interférences du Parlement fait échouer toutes les tentatives contre Anne dans les années 1690. Anne est finalement gagnante : elle a tenu des entretiens avec les représentants des deux partis et les a priés, « les larmes aux yeux », de s'opposer au mouvement.
L'amitié qu'elle affiche pour Abigail, et son refus obstiné de la renvoyer, met Sarah tellement en colère qu'elle fait courir le bruit que les deux femmes entretiennent une liaison. Durant la période de deuil d'Anne après la mort de son mari, Sarah est la seule à refuser de porter les vêtements de deuil. Cela donne l'impression qu'elle ne considère pas le chagrin d'Anne comme sincère. Finalement, à la suite de son désir de paix, et donc de mettre fin à la guerre de Succession d'Espagne, Anne décide qu'elle n'a plus besoin du duc de Marlborough et le renvoie soi-disant pour détournement de fonds.

### Le renvoi

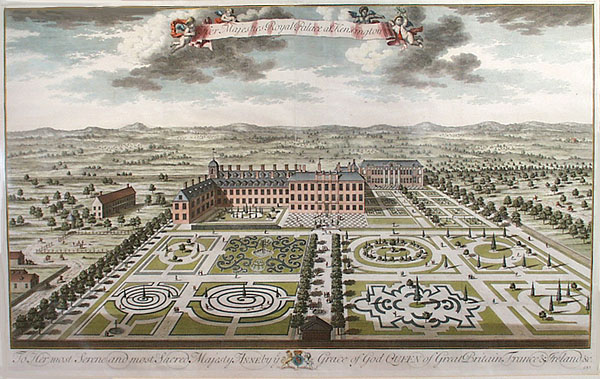
Palais de Kensington, où Anne et Sarah se rencontrent pour la dernière fois.

La dernière tentative de Sarah pour sauver son amitié avec Anne arrive en 1710, lors de leur dernière rencontre. Un compte rendu, écrit par Sarah peu après cette rencontre, montre qu'elle a essayé d'obtenir une explication sur la fin de cette amitié, mais Anne n'a pas bougé. Informé des faits, le duc de Marlborough comprend qu'Anne veut renvoyer Sarah. Il lui demande alors de les garder tous les deux en fonctions pendant encore neuf mois, le temps de terminer la campagne, pour qu'ils puissent se retirer honorablement. Anne lui répond que, pour son honneur [celui d'Anne], Sarah doit démissionner immédiatement et lui rendre sa clé d'or, le symbole de son autorité dans la maison du roi, dans les deux jours. Des années passées à user de la patience de la reine ont finalement abouti à son renvoi. Quand elle apprend la nouvelle, Sarah, dans un élan de fierté, demande au duc de rendre la clé immédiatement à la reine.
En janvier 1711, Sarah est démise de ses fonctions de maîtresse de la garde-robe et Groom of the Stole ; elle est remplacée par Elizabeth Seymour, duchesse de Somerset. Abigail est nommée gardienne de la cassette royale. Cette promotion trompe la promesse faite par Anne à Sarah de nommer ses enfants à ces fonctions de cour.
Les Marlborough perdent aussi leurs aides financières pour la construction du palais de Blenheim, qui est donc interrompue pour la première fois depuis le début des travaux, en 1705. Maintenant en disgrâce, le couple quitte l'Angleterre et parcourt l'Europe. Grâce aux succès du duc dans la guerre de Succession d'Espagne, la famille est accueillie avec les honneurs par la cour allemande et le Saint-Empire romain germanique.
Sarah, cependant, n'aime pas être loin de l'Angleterre et se plaint souvent qu'ils soient reçus avec beaucoup d'honneur en Europe mais en disgrâce dans leur pays. Elle trouve difficile cette vie de voyages de cour en cour, faisant remarquer à quel point elles sont remplies de personnes ennuyeuses. À cause de sa mauvaise santé, elle effectue une cure thermale à Aix-la-Chapelle et correspond avec tous ceux qui, en Angleterre, peuvent la renseigner sur les commérages politiques et se laisse tenter par le catholicisme.

## Le retour en grâce

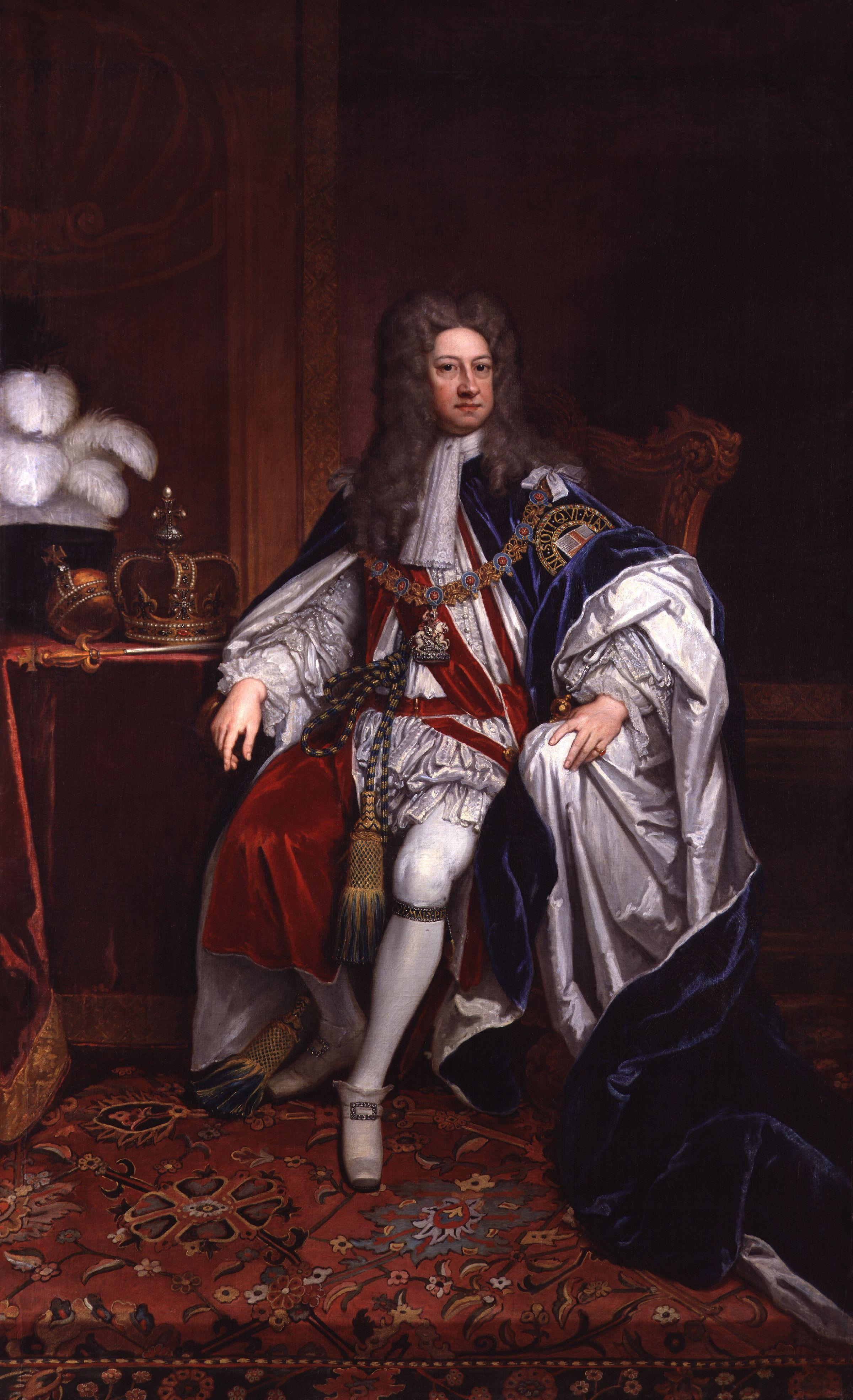
George Ier de Grande-Bretagne, successeur protestant de la reine Anne, par Sir Godfrey Kneller vers 1714.

Sarah et la reine n'ont jamais mis à plat leur divergence, même si un témoin oculaire affirme avoir entendu la reine demander si les Marlborough ont atteint les rivages d'Angleterre, ce qui laisserait supposer qu'elle les aurait incités à revenir. Anne meurt le 1er août 1714 au palais de Kensington. Les conseillers privés protestants whigs ont insisté pour être présents, empêchant ainsi Henri Saint Jean, 1er vicomte de Bolingbroke, de nommer Jacques François Stuart successeur d'Anne. Les Marlborough rentrent en Angleterre l'après-midi suivant la mort de la Reine. L'acte d'établissement de 1701 garantit un successeur protestant à Anne, même si une cinquantaine de catholiques se trouvent avant dans l'ordre de succession au trône. Cet acte permet donc à Georges Ludwig, électeur de Hanovre (arrière-petit-fils de Jacques Ier d'Angleterre par sa mère, Sophie de Hanovre), de devenir le roi George Ier de Grande-Bretagne.
Le nouveau roi est soutenu par les whigs, qui sont pour la plupart des protestants loyaux. Les tories sont suspectés d'avoir soutenu le prétendant catholique. George Ier récompense les whigs en leur faisant former le gouvernement. Lors de son accueil à la Maison de la Reine à Greenwich, il s'entretient avec eux mais ne parle pas aux tories. Sarah approuve ce choix.
Le roi a aussi beaucoup d'amitié pour les Marlborough ; le duc s'est battu à ses côtés lors de la guerre de Succession d'Espagne et le couple a souvent été reçu à la cour de Hanovre pendant son exil. Les premiers mots en tant que roi de George au duc sont : « Monsieur le duc, j'espère que vos ennuis sont maintenant terminés. » Marlborough reprend ses anciennes fonctions de capitaine général des armées.

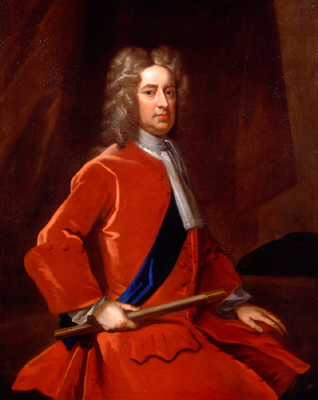
Le duc de Marlborough après sa congestion cérébrale vers 1719–1720, par Enoch Seeman.

Sarah est soulagée de revenir en Angleterre. Son mari devient un des proches conseillers du roi et elle se retire à Marlborough House où elle affiche sa petite-fille, Henrietta Godolphin, avec l'intention de lui faire faire un mariage arrangé. Elle finit par lui faire épouser Thomas Pelham-Holles, 1er duc de Newcastle en avril 1717. Ses autres petits-enfants font également des mariages heureux.
Les préoccupations de Sarah pour l'avenir de ses petits-enfants sont brièvement interrompues quand son mari est victime d'une deuxième congestion cérébrale qui le rend aphasique. Sarah passe beaucoup de temps avec lui, l'accompagnant à Tunbridge Wells et Bath. Peu à peu, il se remet de son attaque. Malgré son rétablissement, Sarah ouvre son courrier et filtre sa correspondance, craignant que le contenu de ses lettres puisse provoquer une nouvelle attaque.
Les relations de Sarah avec ses enfants sont tendues. Alors qu'elle est en bons termes avec Anne, elle s'est brouillée avec ses filles Henrietta, Élisabeth et Mary. Après la mort d'Élisabeth de la variole en 1714, Sarah écrit à Robert Jennings, un ami éloigné : « Aucun sujet de pensée ne pourra m'empêcher de pleurer, aussi longtemps que je vivrai, celle que j'avais tant de raisons d'aimer. » Désespérée à la mort d'Anne en 1716, Sarah garde d'elle sa tasse favorite et une mèche de cheveux. Elle adopte aussi sa plus jeune fille, Diana, qui va devenir sa petite-fille préférée. La plus jeune fille de Sarah, Mary, survit à sa mère sans qu'une réconciliation ait pu avoir lieu.

## Dernières années

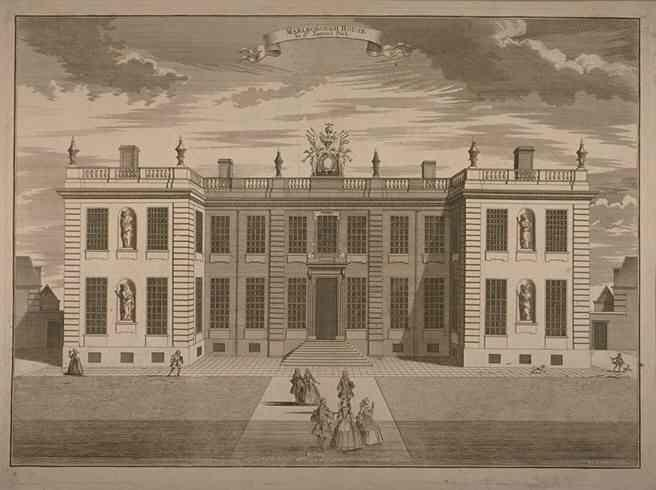
Marlborough House dans son aspect original : la maison favorite de Sarah à Pall Mall.

John Churchill meurt à Windsor en 1722 et Sarah lui organise des funérailles grandioses. Sa fille Henrietta devient duchesse de droit et Sarah, l'une des gérantes des biens des Marlborough. Elle utilise son sens des affaires pour gérer la fortune familiale et en répartir les revenus, y compris pour Henrietta.
Sarah dispose maintenant d'une fortune considérable qu'elle investit dans des propriétés foncières. Elle espère ainsi se protéger de la dévaluation de la monnaie. La duchesse douairière achète Wimbledon en 1723 et fait reconstruire le manoir. Sa richesse est si considérable qu'elle espère marier sa petite-fille, Diana, à Frédéric de Galles, avec une dot considérable de 100 000 £. Mais Robert Walpole, le premier lord du Trésor, s'oppose à ce projet. En effet, bien que whig, il s'est aliéné en soutenant le parti de la paix en Europe. Elle a aussi des doutes sur sa probité et à son tour il se méfie d'elle. Malgré tout, Sarah garde de bonnes relations avec la famille royale et elle est même invitée occasionnellement par la reine Caroline qui essaie d'entretenir son amitié.
La duchesse de Marlborough se montre une cheffe d'entreprise accomplie, chose rare à une époque où les femmes sont exclues de la plupart des décisions, sauf pour la gestion de leur ménage. Son ami, Arthur Maynwaring, dit d'elle qu'elle est plus douée pour les affaires que n'importe quel homme. Bien qu'elle n'ait jamais réussi à aimer le palais de Blenheim, qu'elle décrit comme un « grand tas de pierres », elle est très enthousiaste lors de la construction et écrit au duc de Somerset au sujet des nouvelles canalisations : « Je crois que ce sera beau. Le canal et le bassin, qui sont déjà prêts, ont l'air très bien. Il y aura un lac et une cascade… ce qui, je pense, sera un bon ajout à l'endroit. »

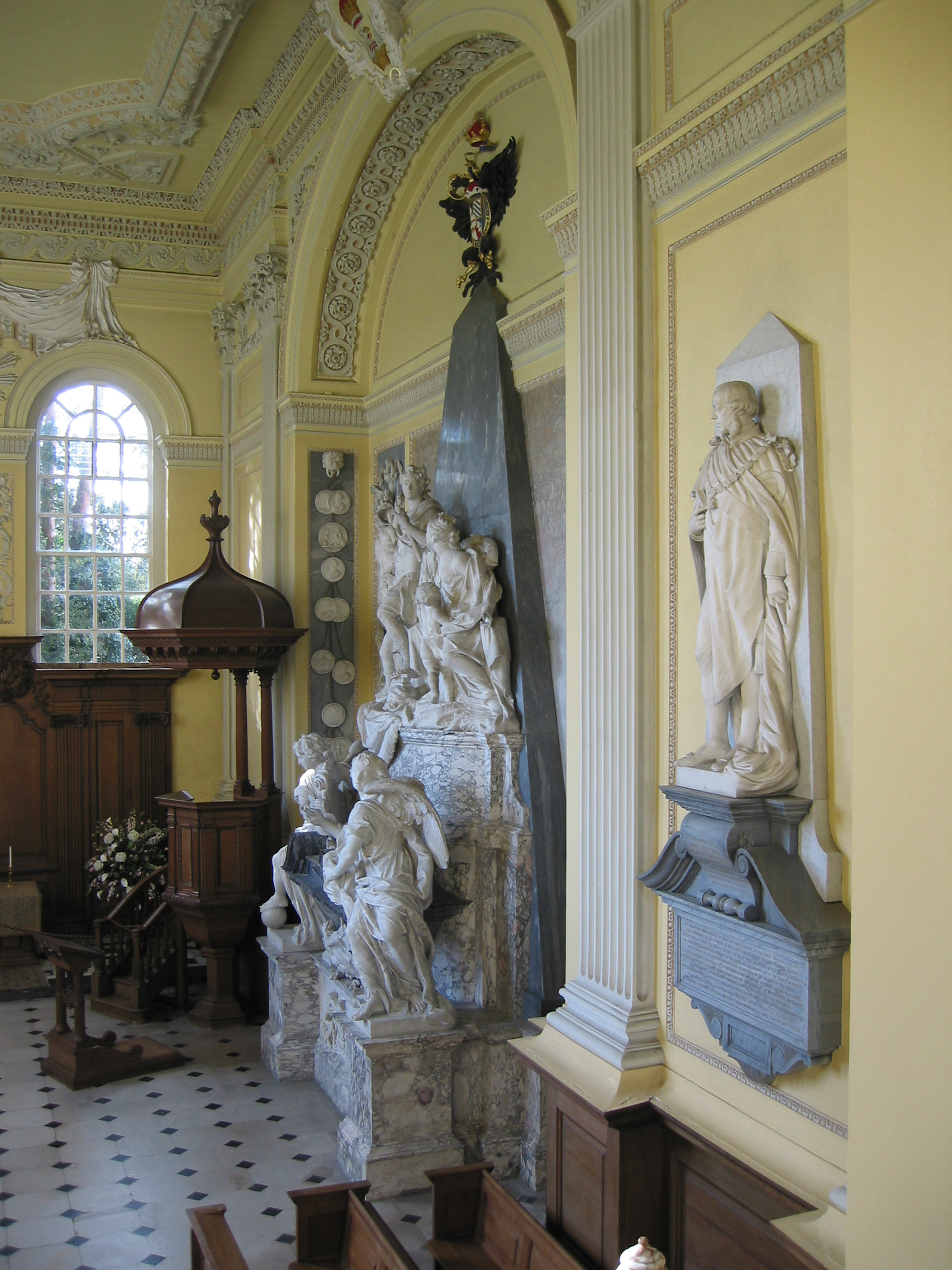
La tombe des Marlborough au palais de Blenheim, dessinée par William Kent.

Sarah se bat contre ce qu'elle estime être de la prodigalité. Elle écrit à Somerset : « J'ai réduit d'un tiers les écuries gérées par Sir John [Vanbrugh] et il reste encore de la place pour quarante excellents chevaux. » Elle se permet seulement deux écarts à sa ligne de conduite : le tombeau des Marlborough, dessiné par William Kent, et la colonne dorique de la Victoire dans le parc de Blenheim, dessinée par Henry Herbert, 9e comte de Pembroke et achevée par Roger Morris. Cette dernière s'élève à quarante mètres de haut et est richement décorée. Sarah contrôle soigneusement la construction de tous les équipements du château et elle a l'impression que personne ne fait exactement ce qu'elle veut.
Elle vérifie jusqu'au moindre détail de ses plus petites propriétés. Après l'achat de Wimbledon (qu'elle décrit comme « sur de l'argile, une végétation malade, beaucoup d'humidité et… un endroit malsain ») et d'Holdenby House, près d'Althorp, elle garde les comptes-rendus détaillés de ses recettes et dépenses pour éviter de possibles malversations de ses agents.
Son amitié avec la reine Caroline prend fin quand Sarah lui refuse l'accès à Wimbledon. Elle perd ainsi 500 £ de revenus en tant que Ranger of Windsor Great Park. Elle est tout aussi grossière avec le roi George II, le trouvant « trop allemand ». Ces propos l'éloignent encore plus de la cour. Son statut de persona non grata à la cour contrôlée par Walpole l'empêche de s'opposer à la montée des tories. Les impôts instaurés par Walpole et la paix avec l'Espagne sont impopulaires dans la classe dirigeante anglaise, permettant aux tories de gagner nombre de soutiens.
Sarah, malgré les années, n'a rien perdu de sa beauté et, en dépit de sa baisse de popularité, reçoit de nombreuses propositions de mariage après la mort de son mari. Elle en reçoit même une de son vieil ennemi, le duc de Somerset. Finalement, elle refuse toute idée de remariage, préférant garder son indépendance.
Elle continue à faire appel des décisions de justice qui estiment que les fonds pour la construction de Blenheim doivent venir des Marlborough et non de l'État. Cette mesure la rend encore plus impopulaire, car elle peut largement se permettre de le financer. Elle est surprise de l'intensité de sa peine à la mort de sa fille aînée, Henrietta, en 1733, mais continue de se disputer avec la plus jeune, Mary. Elle vit assez longtemps pour voir la chute de Walpole en 1742. La même année, elle essaie d'améliorer sa réputation en approuvant la publication d'une biographie intitulée An Account of the Dowager Duchess of Marlborough from her first coming to Court to the year 1710. Elle meurt de vieillesse dans sa 85e année, le 18 octobre 1744 à Marlborough House. Elle est enterrée au palais de Blenheim aux côtés de son mari dont le corps est exhumé de l'abbaye de Westminster.

## Évaluation

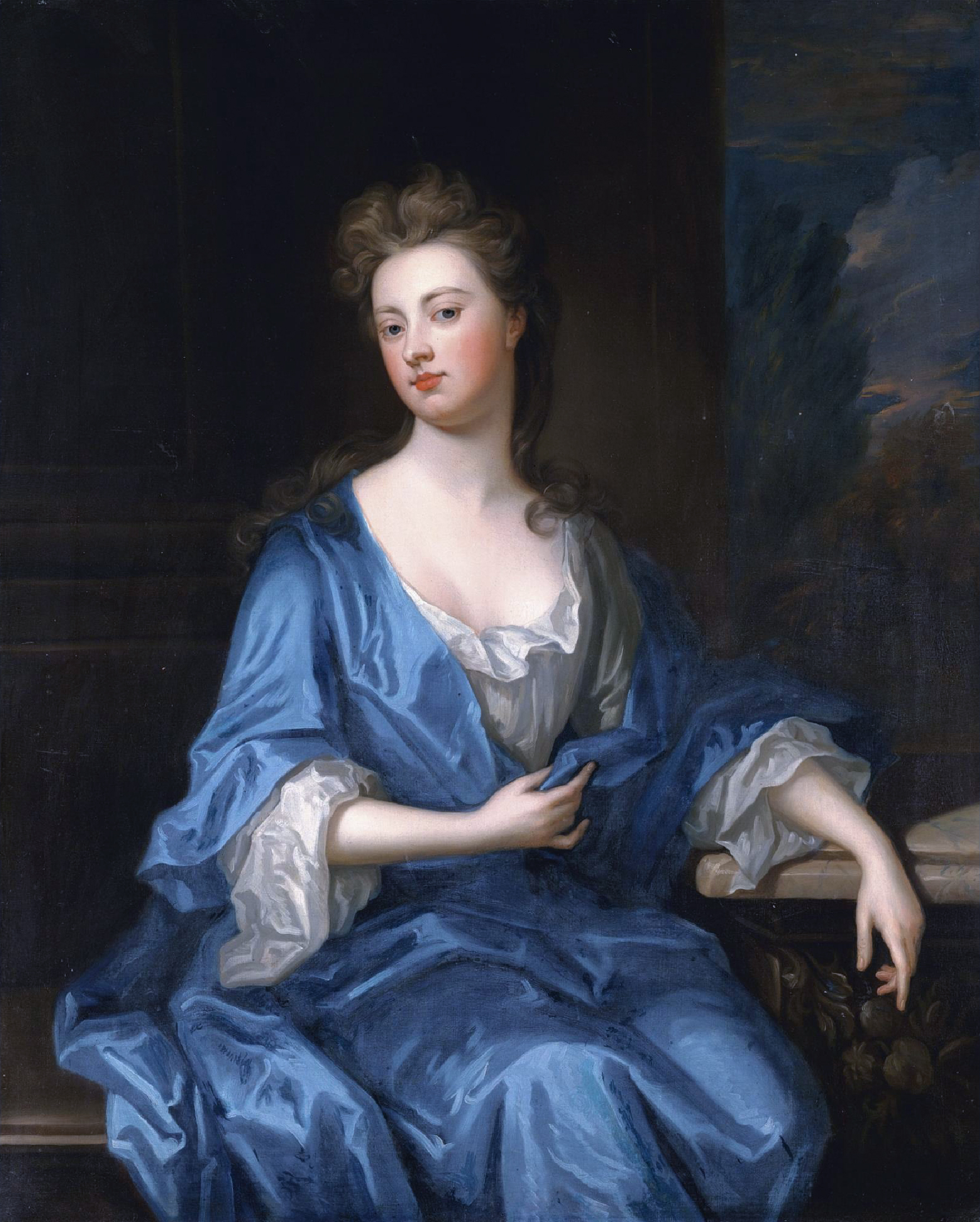
la duchesse de Marlborough, par Godfrey Kneller.

Même si la chute de la duchesse doit être principalement attribuée à une relation trop égoïste avec la reine Anne, c'est une femme vivante et intelligente, qui a loyalement servi les intérêts d'Anne quand elle était encore princesse. La reine est d'une piètre compagnie et Sarah ne la trouve pas stimulante. Sarah se croit autorisée à mettre en application ses conseils politiques, qu'Anne les aime ou non, et Sarah se fâche quand elle ne les applique pas.
Abigail Masham a aussi joué un rôle clé dans la chute de Sarah. Modeste et retirée, elle a activement défendu la politique tory de son cousin Robert Harley. Malgré la position de la duchesse de Marlborough à la cour, Abigail est devenue rapidement l'ennemie de Sarah et l'a supplantée auprès d'Anne.
Durant sa vie, Sarah a rédigé vingt-six testaments, le dernier seulement quelques mois avant sa mort, et a acheté vingt-sept propriétés. Avec un patrimoine estimé à 4 millions de livres investi dans la terre, 17 000 £ de rentes et 12 500 de revenus annuels, elle fait des legs aux ministres whigs, comme William Pitt, plus tard 1er comte de Chatham, ou Philip Stanhope, 4e comte de Chesterfield. Bien qu'elle soit peu sensible à la pauvreté et encore moins encline à donner à des œuvres de bienfaisance, elle laisse à ses domestiques des annuités bien au-dessus de la moyenne pour l'époque : sa favorite, Grace Ridley, reçoit ainsi 16 000 £, soit l'équivalent de 1,32 million de livres d'aujourd'hui.
Une grande partie de sa succession va à son petit-fils, John Spencer, à condition qu'il n'accepte pas de poste au gouvernement. Il a aussi hérité de ses nombreuses propriétés, notamment Wimbledon Park. Marlborough House est restée vide pendant quatorze ans, à l'exception de James Stephens, un des exécuteurs testamentaires. Après sa mort, elle est devenue propriété des ducs de Marlborough. En 1817, elle devient résidence royale pour les membres de la famille royale britannique. Depuis 1959, la maison abrite le secrétariat du Commonwealth des Nations. Le manoir de Wimbledon est détruit par les flammes en 1785 et Holywell House, à St Albans, la maison où est née Sarah, démolie en 1827. Aujourd'hui encore, la plus grande partie de St Albans porte le nom de Marlborough, grâce à l'influence de Sarah.

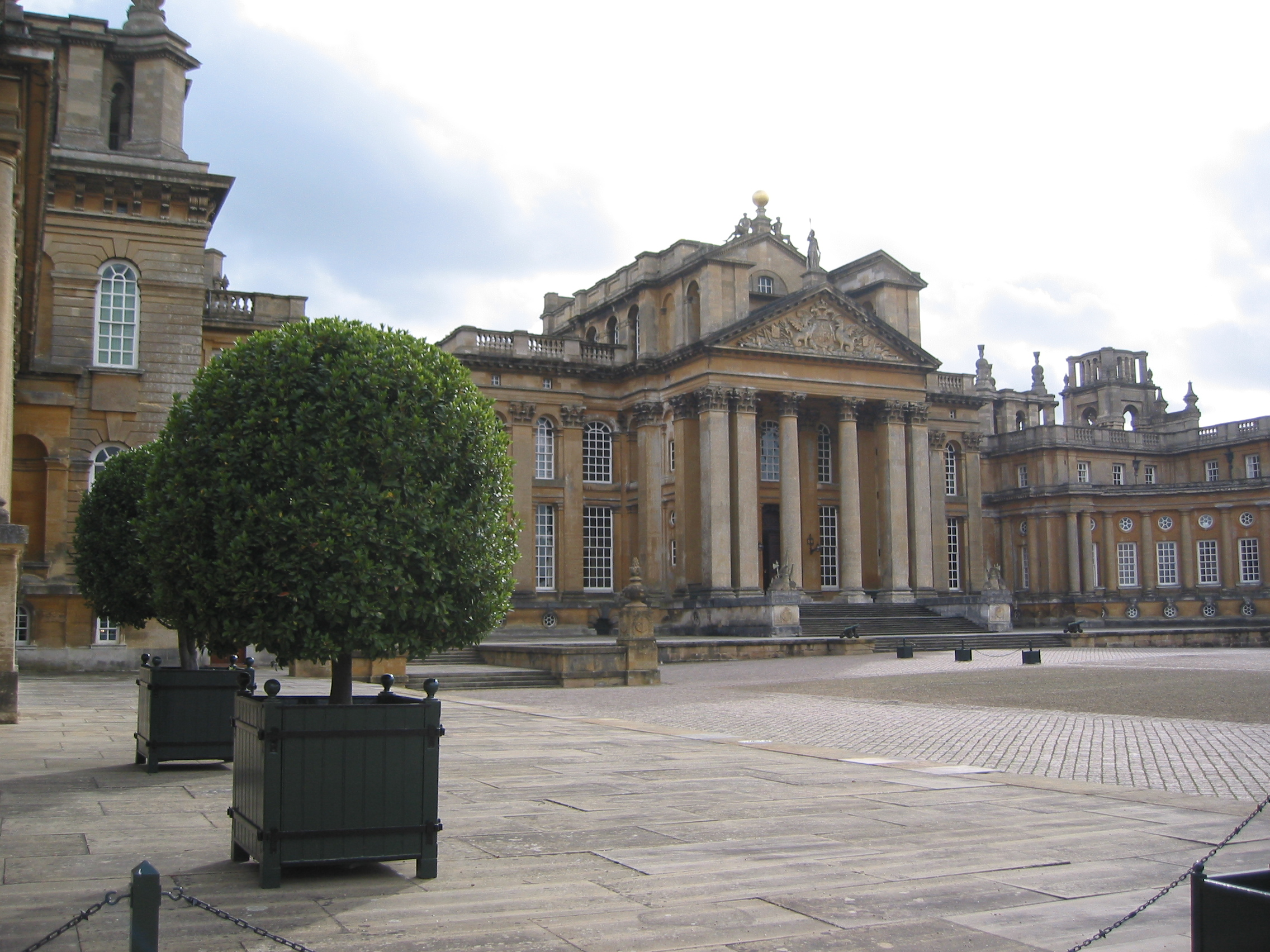
La façade du palais de Blenheim. Sarah s'est énormément investie dans sa construction.

L'argent dont elle a bénéficié grâce à la confiance de son mari en a fait une des femmes les plus riches d'Europe,. Sarah meurt, d'après Tobias Smollett, « immensément riche et très peu regrettée par sa propre famille et le monde en général », mais ses efforts pour prolonger l'héritage des Marlborough sont à souligner. Grâce à son influence, elle a réussi à marier des membres de sa famille aux plus grandes dynasties aristocratiques de l'Angleterre. Parmi ses descendants les plus célèbres, on trouve Winston Churchill, Premier ministre britannique, et Diana Spencer, princesse de Galles.

## Prédicats
- 5 juin 1660 – 1677[Note 5] : Mademoiselle Sarah Jennings (« Miss Sarah Jennings ») ;
- 1677 – 21 décembre 1682 : Madame John Churchill (« Mrs John Churchill ») ;
- 21 décembre 1682 – 14 mai 1685 : Madame Churchill d'Eyemouth (« Lady Churchill of Eyemouth ») ;
- 14 mai 1685 – 9 avril 1689 : Madame la baronne Churchill de Sandridge (« Lady Churchill of Sandridge ») ;
- 9 avril 1689 – 14 décembre 1702 : Madame la comtesse de Marlborough (« The Countess of Marlborough ») ;
- 14 décembre 1702 – 27 juin 1722 : Sa Grâce la duchesse de Marlborough (« Her Grace The Duchess of Marlborough ») ;
- 27 juin 1722 – 18 octobre 1744 : Sa Grâce la duchesse douairière de Marlborough (« Her Grace The Dowager Duchess of Marlborough »).

## Enfants
Les enfants survivants du duc et de la duchesse de Marlborough ont été mariés aux représentants de familles notables de Grande-Bretagne.
| Image | Nom                                                                            | Date de naissance | Date de mort    | Biographie |
| ----- | ------------------------------------------------------------------------------ | ----------------- | --------------- | --- |
| —     | Harriet Churchill                                                              | octobre 1679      | octobre 1679    | Morte enfant. |
|       | Henrietta Churchill (plus tard Godolphin), 2e duchesse de Marlborough suo jure | 19 juillet 1681   | 24 octobre 1733 | Mariée à Francis Godolphin (plus tard vicomte de Rialton par titre de courtoisie et 2e comte de Godolphin) le 23 avril 1698. Leur fils, William, marquis de Blandford meurt en 1731 ; leur fille, Henrietta se marie à Thomas Pelham-Holles, 1er duc de Newcastle-upon-Tyne ; leur fille, Mary Osborne, épouse Thomas Osborne, 4e duc de Leeds.                         |
|       | Anne Churchill (plus tard Spencer)                                             | 27 février 1683   | 15 avril 1716   | Anne se marie avec le whig Charles Spencer le 14 septembre 1699. Après la mort de sa sœur Henrieta en 1733, son fils, Charles devient 3e duc de Marlborough. Son second petit-fils John est l'ancêtre des comtes Spencer et donc de Diana Spencer (1961-1997). Sa fille, Diana doit se marier à Frederick de Galles, mais le projet échoue et elle épouse John Russell. |
|       | John Churchill, marquis de Blandford                                           | 13 février 1686   | 20 février 1703 | John, marquis de Blandford était l'héritier du duché de Marlborough. Il est mort sans héritier en 1703, le duché est donc passé à la fille aînée d'Henrieta à sa mort en 1722. |
|       | Elizabeth Churchill (plus tard Egerton)                                        | 15 mars 1687      | 22 mars 1713/14 | Mariée le 9 février 1703 à Scroop Egerton, devenu duc en 1720. |
|       | Mary Churchill (plus tard Montagu)                                             | 15 juillet 1689   | 14 mai 1751     | Mariée à John Montagu, 2e duc de Montagu le 17 mars 1705. |
| —     | Charles Churchill                                                              | 19 août 1690      | 22 mai 1692     | Mort enfant |